# Knooppunt Merelbeke
De verkeerswisselaar van Merelbeke is een Belgisch knooppunt tussen de A10/E40 en de verbindingsweg B403 te Merelbeke, nabij Gent. Het knooppunt is een typisch omgekeerde trompetknooppunt. De B403 is een kort stuk snelweg dat na een kilometer automatisch overgaat in de R4, de ring rond Gent.
| Aansluitende wegen       | Aansluitende wegen | Aansluitende wegen                     | Aansluitende wegen | Aansluitende wegen       |
| ------------------------ | ------------------ | -------------------------------------- | ------------------ | ------------------------ |
| richting Oostende / Gent |                    | B403 naar richting Antwerpen / Zelzate |                    |                          |
|                          |                    |                                        |                    |                          |
|                          |                    |                                        |                    |                          |
|                          |                    |                                        |                    |                          |
|                          |                    |                                        |                    | richting Brussel / Aalst |

Aalbeke · Antwerpen-Centrum · Antwerpen-Haven · Antwerpen-Noord · Antwerpen-Oost · Antwerpen-West · Antwerpen-Zuid · Arquennes · Battice · Beaufays · Beveren · Bois-d'Haine · Brugge · Cerexhe · Charleroi-Nord · Charleroi-Sud · Cheratte · Daussoulx · Destelbergen · Doornik · Familleureux · Fexhe-Slins · Gent-Centrum · Gouy · Grâce-Hollogne · Groot-Bijgaarden · Hautrage · Hauts-Sarts · Heppignies · Heverlee · Hoog-Itter · Houdeng-Goegnies · Jabbeke · Jemappes · Kortrijk-West · Kortrijk-Zuid · Leonardkruispunt · Loncin · Lummen · Machelen · Marcinelle · Marquain · Merelbeke · Moorsele · Neufchâteau · Ranst · Sint-Stevens-Woluwe · Strombeek-Bever · Thiméon · Ville-sur-Haine · Vottem · Wilrijk-Valaar · Zaventem · Zwijnaarde